# Duck Key (parc national des Everglades)
Pour les articles homonymes, voir Duck Key.
Duck Key est une île des États-Unis d'Amérique située dans l'archipel des Keys, en Floride. L'île relève du parc national des Everglades.
L'archipel se situe dans l'océan Atlantique, au sud de la péninsule de Floride, dans la baie du même nom.